# Grabocin
Grabocin – dawna wieś, część miasta (na prawach powiatu) Dąbrowa Górnicza, w województwie śląskim. Stanowi osiedle w granicach dzielnicy Strzemieszyce Wielkie, a zarazem najdalej na południe wysuniętą część miasta. Do 1954 samodzielna wieś.
Grabocin stanowi południową część dzielnicy Strzemieszyce Wielkie, położoną w widłach ulic Sosnowieckiej i Rzecznej, łącznie z ich przecznicami (m.in. ulice Polna, Roztoki, Kozłowskiego, Sezamkowa, Bursztynowa), na północ od rzeki Bobrek. Do Grabocina należą także zabudowania na południowym brzegu Bobrka, wzdłuż północnej strony ulicy Wąskiej, choć tereny te są morfologicznie i historycznie związane z sosnowieckimi Ostrowami Górniczymi. Natomiast mniejszy obszar Grabocina znajduje się od 1953 roku w granicach Sosnowca (ulice Kościuszkowców, Wopistów), jako część dzielnicy Kazimierz. Granicę między dąbrowskim a sosnowieckim Grabocinem sztucznie wyznacza ulica Sztygarska.
W Grabocinie urodził się 28 grudnia 1927 Edward Babiuch – polityk, ekonomista, premier rządu PRL.

## Historia
Grabocin to dawna kolonia Strzemieszyc Wielkich. W latach 1867–1941 Grabocin należał do gminy Olkusko-Siewierskiej w powiecie będzińskim. W II RP przynależał do woj. kieleckiego. 31 października gminę Olkusko-Siewierską podzielono na osiem gromad. Grabocin wszedł w skład gromady Strzemieszyce Wielkie jako jedna z jej siedmiu składowych.
Podczas II wojny światowej włączone do III Rzeszy. Gromada Strzemieszyce Wielkie weszła w skład nowej gminy Strzemieszyce.
Po wojnie Grabocin wraz z całym powiatem będzińskim włączono do województwa śląskiego. Władze polskie utrzymały utworzoną przez hitlerowców gminę Strzemieszyce, która od 1 grudnia 1945 była podzielona na 9 gromad w tym dwie nowe – Grabocin i Kazimierz. Gromada Grabocin składała się z trzech jednostek: wsi Grabocin, kolonii Ciernice i kolonii Czarnemorze. Wkrótce przywrócono gminie Strzemieszyce przedwojenną nazwę Olkusko-Siewierska, mimo że nie obejmowała ona już Gołonogu i Ząbkowic (stanowiły odrębne gminy).
1 stycznia 1950 gminę Olkusko-Siewierską podzielono na dwie: Kazimierz i Strzemieszyce Wielkie; Grabocin wszedł w skład tej drugiej wraz z gromadami Strzemieszyce Wielkie, Strzemieszyce Małe i Strzemieszyce Folwark. 1 stycznia 1953 z gminy Strzemieszyce Wielkie wyłączono część gromady Grabocin, włączając ją do gminy Kazimierz; w ten sposób powstał późniejszy sosnowiecki Grabocin.
W związku z reformą znoszącą gminy jesienią 1954 roku, ustanowiono nową gromadę Strzemieszyce Wielkie, w skład której weszły Grabocin, Strzemieszyce Folwark i Strzemieszyce Wielkie. Gromadę Strzemieszyce Wielkie zniesiono już po pięciu tygodniach, 13 listopada 1954, w związku z nadaniem jej statusu miasta, przez co Grabocin stał się obszarem miejskim i zarazem integralną częścią Strzemieszyc Wielkich.
27 maja 1975 Strzemieszyce Wielkie, wraz z Grabocinem, stały się częścią Dąbrowy Górniczej.